# Acroconidiella eschscholziae
Acroconidiella eschscholziae är en svampart som först beskrevs av Harkn., och fick sitt nu gällande namn av M.B. Ellis 1976. Acroconidiella eschscholziae ingår i släktet Acroconidiella och familjen Davidiellaceae.   Inga underarter finns listade i Catalogue of Life.